# Pinakotek
Pinakotok (fra græsk pinakotheke, dannet af pinax bræt, billede, og theke gemmested, samling) større samling af malerier, et kunstmuseum eller et billedgalleri.
Pinakotek anvendes som betegnelse for malerisamling, medens glyptoteker indeholder billedhuggerarbejde. I München kaldes to store malerisamlinger, der hver har sin bygning, for Alte Pinakothek og Neue Pinakothek.